# Macropus (sottogenere)
Macropus Shaw, 1790 è uno dei tre sottogeneri in cui viene suddiviso il genere omonimo. Comprende le due specie di canguri grigi, animali di grandi dimensioni diffusi in quasi tutta l'Australia.

## Tassonomia
- Sottogenere Macropus
  - Canguro grigio occidentale, Macropus fuliginosus; diffuso nelle regioni sud-occidentali del Nuovo Galles del Sud, in quelle nord-occidentali del Victoria, in Australia Meridionale, Australia Occidentale sud-occidentale e Tasmania; vive inoltre sull'Isola di King e su quella dei Canguri. Se ne riconoscono tre sottospecie:
    - M. f. fuliginosus;
    - M. f. melanops;
    - M. f. ocydromus;

  - Canguro grigio orientale, Macropus giganteus; diffuso nel Queensland orientale e centrale, nel Victoria, nel Nuovo Galles del Sud, nelle regioni sud-orientali dell'Australia Meridionale e in Tasmania. Se ne riconoscono due sottospecie:
    - M. g. giganteus;
    - M. g. tasmaniensis.